# Johanna Sällström
Johanna Maria Ellinor Sällström, ursprungligen Johanna Maria Berglund, född den 30 december 1974 i Hägersten i Stockholm, död 13 februari 2007 i Slottsstaden i  Malmö, var en svensk skådespelare.

## Biografi

### Tidiga år
Sällström scendebuterade i 15-årsåldern på Hudiksvalls teater i pjäsen En midsommarnattsdröm av Shakespeare. Efter att ha gått waldorfskola i Delsbo flyttade hon till sin familj i Stockholm och utbildades på Södra Latins teaterlinje. 

### Tidig karriär
Som scenskådespelare var hon även verksam vid bland andra Teater Sörmland och Ystads Teater. 
Sällström var i mitten av 1990-talet med i TV-serien Tre Kronor, där hon spelade tonårsdottern Victoria Bärnsten. Det stora genombrottet som filmskådespelare fick hon 1997 i Daniel Fridells film Under ytan. Hon tilldelades för sin roll i den filmen en Guldbagge för bästa kvinnliga huvudroll. Under sin tid som skådespelare hann hon med ett tjugotal roller, bland annat som Kurt Wallanders dotter Linda i filmatiseringarna av Henning Mankells böcker om Ystadspolisen Kurt Wallander.

### 2004–2006:Wallander-åren
Johanna Sällström spelade Kurt Wallanders dotter Linda i tretton Wallanderfilmer. Filmerna spelades in mellan 2004 och 2006, och hon flyttade från Stockholm till Skåne innan inspelningarna började.
Sällström befann sig på Koh Lanta i Thailand under tsunamikatastrofen 2004 med sin familj. De överlevde katastrofen men närstående har sagt att händelsen satte djupa spår i Sällström.
År 2006 repeterade hon och hade premiär med teaterföreställningen Måsen på Ystads Teater där hon spelade huvudrollen. Den blev hennes sista roll.

### Död
Johanna Sällström sökte den 12 november 2006 akuthjälp på lasarettet i Malmö då hon led av depression. Hon hittades död i sin lägenhet den 13 februari 2007 efter att ha tagit sitt liv. Hon är gravsatt i minneslunden på Katarina kyrkogård.

## Familj
Johanna Sällström var styvdotter till Björn Gedda. Hon var skild och efterlämnade en dotter.

## Filmografi
- 1993 – För brinnande livet
- 1994 – Bert (TV-serie)
- 1995 – 30:e november
- 1995 – Petri tårar
- 1995 – När alla vet
- 1995 – Rederiet
- 1996–1997 – Tre Kronor (TV-serie)
- 1997 – Under ytan
- 1998 – Kvinnan i det låsta rummet (TV-serie)
- 1999 – Magnetisörens femte vinter
- 1999 – Anna Holt (TV-serie)
- 1999 – Insider (TV-serie)
- 2000 – Brottsvåg (TV-serie)
- 2000 – Dubbel-8
- 2000 – En klass för sig (TV-serie)
- 2001 – Hans och hennes
- 2001 – Kommissarie Winter (TV-serie)
- 2001 – Bekännelsen
- 2002 – Hot Dog
- 2003 – Paragraf 9 (TV-serie)
- 2005 – Wallander – Byfånen
- 2005 – Wallander – Bröderna
- 2005 – Wallander – Mörkret
- 2005 – Wallander – Afrikanen
- 2005 – Wallander – Innan frosten
- 2006 – Sökarna – Återkomsten
- 2006 – Wallander – Mastermind
- 2006 – Wallander – Den svaga punkten
- 2006 – Wallander – Fotografen
- 2006 – Wallander – Täckmanteln
- 2006 – Wallander – Luftslottet
- 2006 – Wallander – Blodsband
- 2006 – Wallander – Jokern
- 2006 – Wallander – Hemligheten

## Teater i urval
| År   | Roll       | Produktion                                | Regi                     | Teater                                          |
| ---- | ---------- | ----------------------------------------- | ------------------------ | ----------------------------------------------- |
| 1989 | Hermia     | En midsommarnattsdröm William Shakespeare |                          | Hudiksvalls teater                              |
| 1994 |            | Ung kärlek Ensemblen                      | Åsa Egnér                | Turné med Mittiprickteatern                     |
| 1995 | Rosa       | Första varningen August Strindberg        | Emil Graffman            | Teater Infernetto, Sankt Eriksplan 2, Stockholm |
| 1996 | Karen      | Sagan om de röda skorna H.C. Andersen     | Jaroslav Tot             | Teater Sörmland, Nyköping                       |
| 2000 | Emmy       | Big Ben Daniela Kullman                   | Andreas Rothlin Svensson | Teater Scenario, Stockholm                      |
| 2001 | Sibyl Vane | Dorian Grays porträtt Oscar Wilde         | Johanna Garpe            | Hipp, Malmö Dramatiska Teater                   |
| 2006 | Kristina   | Wiraspelen Leif Nilsson                   | Carl Oscar Törnros       | Wira bruk, Roslagen                             |
| 2006 | Nina       | Måsen Anton Tjechov                       | Therese Willstedt        | Ystads Teater                                   |